# جو گالو

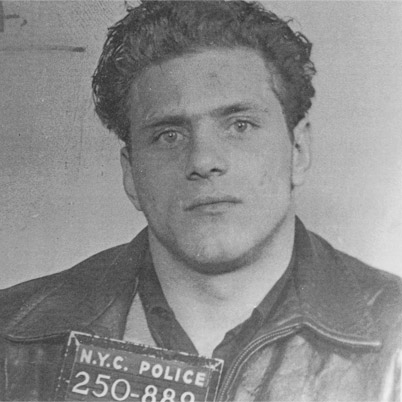
جو گالو

جوزف گالو (۷ آوریل ۱۹۲۹ - ۷ آوریل ۱۹۷۲)، که با نام « جوی دیوانه » نیز شناخته می‌شود، یک گانگستر ایتالیایی-آمریکایی و سردسته خانواده تبهکار کلمبو در شهر نیویورک بود.
جو گالو که در جوانی مبتلا به اسکیزوفرنی تشخیص داده شده بود، به عنوان مجری خشونت در خانواده جنایی پروفاسی شروع به کار کرد و همراه با برادرانش، لری و آلبرت، گروه خود را تشکیل داد. در سال ۱۹۵۷، جو پروفاسی ظاهراً از گروه گالو خواست آلبرت آناستازیا، رئیس آنچه بعدها خانواده گامبینو شد را به قتل برسانند؛ آناستازیا بعدها در یک آرایشگاه در میدتاون منهتن به قتل رسید.
در سال ۱۹۶۱، برادران گالو چهار تن از سران پروفاسی را ربودند: معاون جوزف مایلیوکو، فرانک پروفاسی (برادر جو پروفاسی)، کاپیتان سالواتور موساکیا و سرباز جان سیمونه، و در ازای آزادی گروگان‌ها خواستار طرح مالی مناسب‌تری شدند. پس از چند هفته مذاکره، پروفاسی و کنسیلیره‌اش چارلز "سیدج" لوچیچرو با گالوها به توافق رسیدند و گروگان‌ها را به صورت مسالمت‌آمیز آزاد کردند. این اتفاق جرقه‌ی اولین جنگ خانواده کلمبو را زد.

## همچنین ببینید
- فهرست پرونده قتل‌های بسته نشده

## مطالعه بیشتر
- آلبانیز، اس. جی، مسائل معاصر در جرایم سازمان‌یافته ، انتشارات عدالت کیفری، ۱۹۹۵شابک ‎۱-۸۸۱۷۹۸-۰۴-۶

الگو:Colombo crime familyالگو:American Mafia